# Manuel Pedragosa i Mostaza
Manuel Pedragosa i Mostaza (Barcelona, 27 de juliol del 1922 - Igualada, 2005) fou un compositor de sardanes establert a Vilanova del Camí des de fa anys.

## Biografia
Estudià solfeig i teoria de la música a l'Escola Municipal de Música de Barcelona amb el mestre Blanco, i feu els estudis superiors amb el mestre Paulís.
Com a compositor va ser autor de l'himne del C.F.Igualada, cançons i nadales, i especialment de sardanes (amb una setantena de sardanes normals i una cinquantena de revesses).

## Obres
- Himne del Club de Futbol Igualada (1985), amb lletra de Jaume Ferrer i Piñol

### Sardanes
- A Ràdio Joventut d'Igualada (1969), enregistrada per la cobla Barcelona en EP (IBERIA QRN 479)
- A redós de la Font Vella
- A una Maria del Tura (1979)
- Adéu al mestre
- Agermanament
- L'alegre Montserrat (1958)
- Amb tú... (1954)
- L'amic Jordi (1957)
- L'aplec de Can Macià
- L'aplec de les noces d'or (1978?)
- L'aplec del Roser
- Aquella paraula (1955)
- Els blaugranes de l'Anoia
- Bonica joventut
- El castell de les bruixes
- Colla Aires Catalans (1975)
- Eixerida (1954)
- Esperit de joventut (1977)
- Estel entre núvols (1956)
- Feliç retorn
- Grup Montserratí (1988)
- Homenatge al mestre Just
- La inconeguda (1954), coescrita amb Narcís Paulís
- Joaquima gentil (1956)
- La llàgrima d'una pubilla (1975)
- Mas Bonans, X aniversari (1966), enregistrada per la cobla Sant Jordi en el DC Sardanes de Piera (Barcelona: Àudiovisuals de Sarrià 1999 ref. 51673)
- Oreig
- Petita Berta (1957)
- Pubillatge (1974), dedicada al pubillatge igualadí, enregistrada per la Cobla Barcelona en el LP Igualada, ciutat pubilla de la sardana (Barcelona: Belter, 1974 ref. 00.210)
- Un racó de Santa Maria (1979), finalista de la sardana de l'any, enregistrada per la cobla Montgrins en el LP 9è. Sardana de l'any. Lloret (Barcelona: Olympo, 1980 ref. L-763)
- Recordant l'amic (1959), enregistrada per la cobla Jovenívola de Sabadell en el DC 50 anys d'Amunt i Crits (Barcelona: Àudiovisuals de Sarrià 1998 ref. 51620)
- Roser
- Tornant d'aplec
- Vanessa i Adrià
- Vine'm a veure (1955)

Revesses: Al millor t'enganyo (1973), La casatnyada, Embolícala, Fes tres salts i busca bé, Que t'enganyo", Rossinyols (1980), Sempre igual, Si rabies, rabieta (1969), La xafardera